# Lasallia papulosa
Lasallia papulosa är en lavart som först beskrevs av Erik Acharius, och fick sitt nu gällande namn av Llano. Lasallia papulosa ingår i släktet Lasallia och familjen Umbilicariaceae.   Inga underarter finns listade i Catalogue of Life.

## Källor

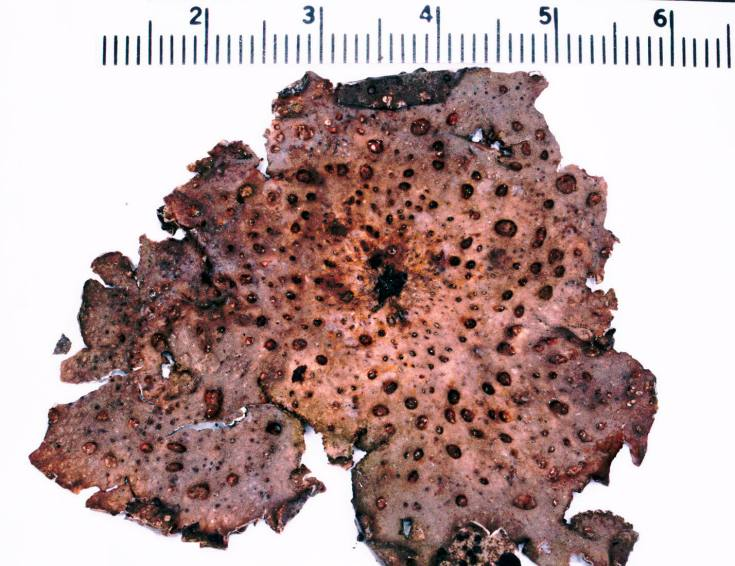
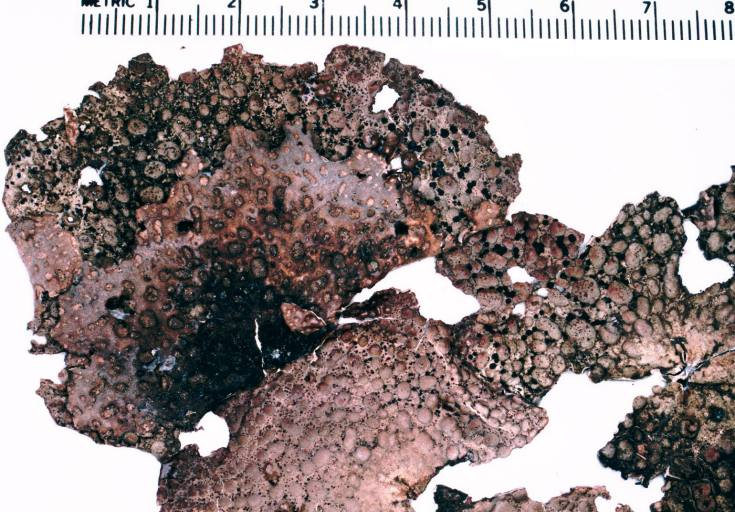
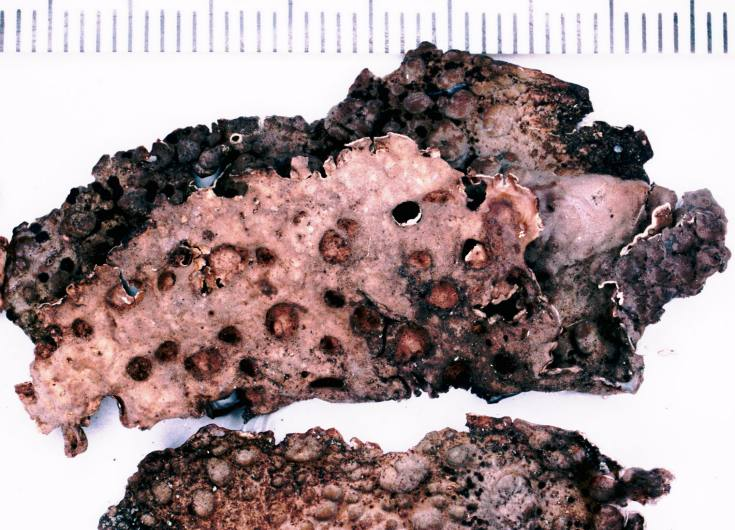
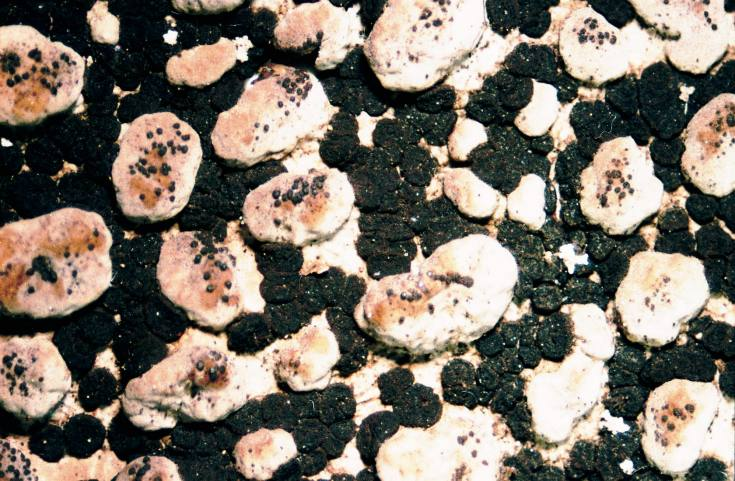
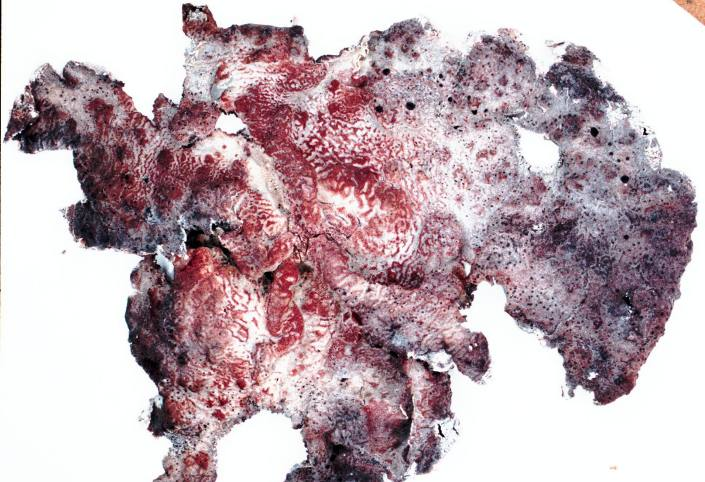
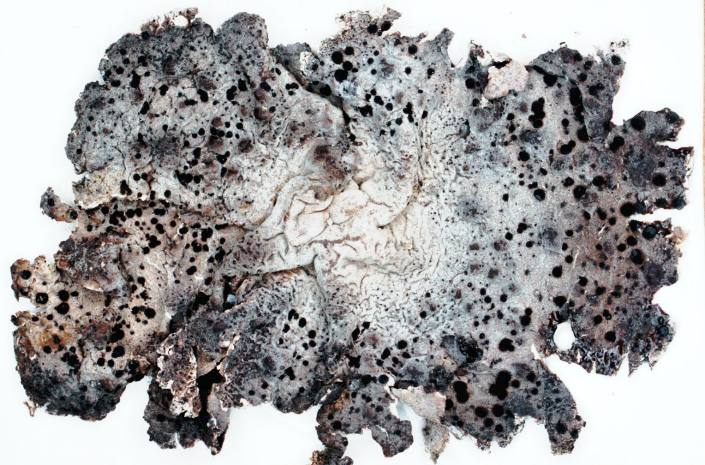
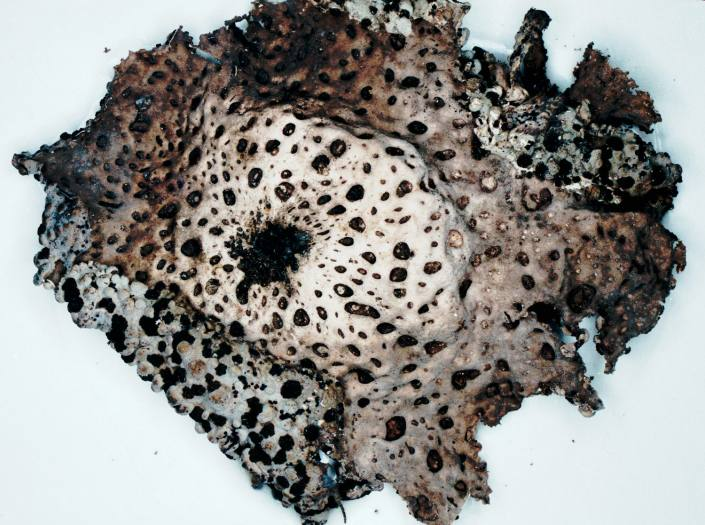
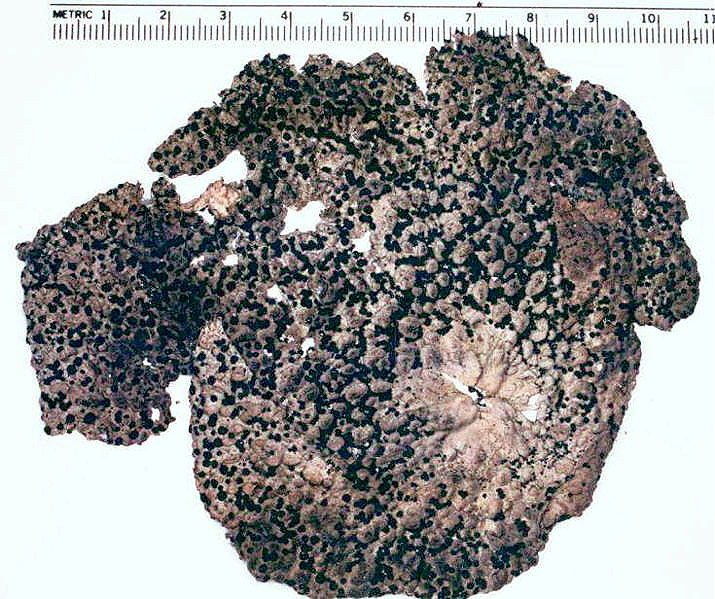